# أكسل جانسون (لاعب رماية)
أكسل جانسون (بالسويدية: Axel Jansson)‏ هو لاعب رماية سويدي، ولد في 24 أبريل 1882 في ستوكهولم في السويد، وتوفي بنفس المكان في 22 سبتمبر 1909.

## وصلات خارجية
- أكسل جانسون على موقع الاتحاد الدولي (الإنجليزية)
- أكسل جانسون على موقع اللجنة الأولمبية الدولية (الإنجليزية)
- أكسل جانسون على موقع أوليمبيديا (الإنجليزية)
- أكسل جانسون على موقع اللجنة الأولمبية السويدية (السويدية)